# Exposición Universal de Londres (1862)
La Exposición Universal de Londres (1862) se celebró a partir del 1 de mayo al 1 de noviembre de 1862, junto a los jardines de la Real Sociedad de Horticultura en Londres, Inglaterra con el tema "Industria y Arte".

## Datos
- Superficie: 95'24 hectáreas.
- Países participantes: 39.
- Visitantes: 6 096 617.
- Coste de la Exposición: 2 294 210 $

## Países participantes
| América - Argentina - Brasil - Costa Rica - Ecuador - Estados Unidos - Guatemala - Haití - Perú - Uruguay - Venezuela Asia - China - Persia - Japón - Imperio otomano África - [[Archivo:{{{bandera alias-1852}}}\|20x20px\|border\|Bandera de Egipto]] Egipto - Liberia | Europa - Confederación Germánica: - Anhalt - Baden - Baviera - Brunswick - Fráncfort del Meno - Hannover - Hesse - Hesse y el Rin - Luxemburgo - Mecklemburgo-Schwerin - Mecklemburgo-Strelitz - Nassau - Oldemburgo Prusia - - Sajonia - Wurtemberg - Austria - Bélgica - Dinamarca - España - Estados Pontificios - Francia - Grecia - Liga Hanseática - Italia - Noruega - Países Bajos - Portugal - Rusia - Suecia - Suiza | - Reino Unido: - Australia Meridional - Australia Occidental - Bahamas - Barbados - Bermudas - Colonia del Cabo - Canadá - Ceilán - Columbia Británica - Guayana - India - Jamaica - Islas Jónicas - Malta - Natal - Nueva Escocia - Nueva Gales del Sur - Nueva Zelanda - Nuevo Brunswick - Isla del Príncipe Eduardo - Queensland - Isla Santa Helena - Tasmania - Terranova - Isla de Vancouver - Victoria |